# Majotu
Majotu, död 1830, var alaafin, monark, i Oyoriket mellan 1801 och 1830.